# چنگر شاخدار
چنگر شاخدار (نام علمی: Fulica cornuta) نام یک گونه از سرده چنگرها است.